# Непрямі вибори
Багатоступе́неві ви́бори, або ж непрямі вибори, — обрання виборцями представників, які мають право від їхнього імені обирати кандидатів на відповідну посаду. Результати голосування «вибірників» є вирішальними у виборчій кампанії.
Прикладом непрямих виборів є вибори президента США. Виборці обирають виборчу колегію, яка потім обирає президента.